# Zero player game
Zero player game (дословно — «игра с нулём игроков»), или ZPG, — компьютерная игра, использующая искусственный интеллект вместо игроков. Вмешательство человека в игровой процесс минимально или отсутствует вовсе.
Один из наиболее известных примеров игры без игроков — «Жизнь», придуманная в 1970 году Дж. Х. Конвеем, развитие которой определено лишь начальной конфигурацией и фиксированными правилами, а в процессе эволюции от человека не требуется принятия каких-либо дополнительных решений.

## Классификации
Игры без игроков можно приблизительно разделить на четыре категории:
- Setup-only game («только начальная установка») — игры, в которых решения человека исчерпываются заданием начальной позиции/конфигурации («Жизнь», игры для программистов);
- Games played by AIs («игры между искусственными интеллектами») — игры между компьютерными программами, алгоритмами или копиями реализаций одного и того же алгоритма в одной программе (шахматы, шашки, го с включенной опцией автоматической игры);
- Solved games («решённые игры») — игры, подвергнутые анализу, в котором рассмотрена каждая возможная или каждая достижимая конфигурация (крестики-нолики, английские шашки[6], гекс[7]);
- Hypothetical games («гипотетические игры») — предложенные, но нереализованные игры, предназначенные для исследования какого-либо вопроса, или в действительности существующие игры, в которые невозможно играть на практике.

## Игра компьютера против компьютера
Многие компьютерные игры могут быть настроены для игры «компьютера против компьютера» с помощью искусственного интеллекта (ИИ), например, шахматы, хотя относить компьютерных ботов к ИИ не вполне корректно, поскольку настоящий ИИ в предельной трактовке этого термина до сих пор не создан. Так как подобные игры уже имеют реализацию искусственного интеллекта, добавить такой режим игры несложно. Во многих случаях это может вскрыть проблемы с ИИ, если все игроки используют одинаковые стратегии. В некоторых играх, таких как Scorched Earth, игроки, контролируемые ИИ, могут продолжать играть после поражения игрока-человека.

## Применение
Генетическое программирование может быть использовано для разработки стратегии противодействия другим игрокам посредством естественного отбора. Многие задачи теории игр являются ZPG в общем смысле, когда множественное повторение симуляции действий игрока применяется для нахождения оптимального решения частных проблем, таких как дилемма заключённого.
Также концепция ZPG часто применяется для демонстрации возможностей игры в режиме паузы или на выставках.

## Игры
Progress Quest является ZPG, пародией на RPG, в которой человек управляет только созданием персонажа, а дальнейшее развитие полностью определяется компьютером. «Духовным наследником» Progress Quest выступает Годвилль. Другая русскоязычная игра данного жанра: «Сказка». Также в игре Lords of Midnight III игрок может ничего не делать, а только наблюдать как бегают персонажи, изредка вмешиваясь в происходящие события.